# Рубідій-90
Рубідій-90 (90Rb) — радіоактивний нуклід лужного металу рубідію з атомним номером 37 і масовим числом 90. Цей ізотоп не зустрічається в природі.
Рубідій-90 зокрема утворюється внаслідок розпаду криптону-90 під час поділу ядер.
90Rb зазнає 
β−
-розпаду й перетворюється в 90Sr:
{\displaystyle \mathrm {^{90}_{37}Rb\ \longrightarrow \ _{38}^{90}Sr\ +\ e^{-}\ +\ {\bar {\nu }}_{e}} }
Період напіврозпаду становить 158 секунд.